# 7692 Edhenderson
7692 Edhenderson este un asteroid din centura principală, descoperit pe 2 martie 1981, de Schelte Bus.